# Emil Andres
Emil Andres (ur. 22 lutego 1911 w Tinley Park, zm. 20 lipca 1999 w South Holland) – amerykański kierowca wyścigowy i działacz United States Automobile Club.
Karierę sportową rozpoczął w 1931 roku, cztery lata później zadebiutował w wyścigu Indianapolis 500; do zakończenia kariery w 1950 roku wystartował łącznie w 10 wyścigach tego formatu. W 1968 roku Andres zamieszkał we Flossmoor, gdzie zajął się rolnictwem.